# 華潤雪花啤酒

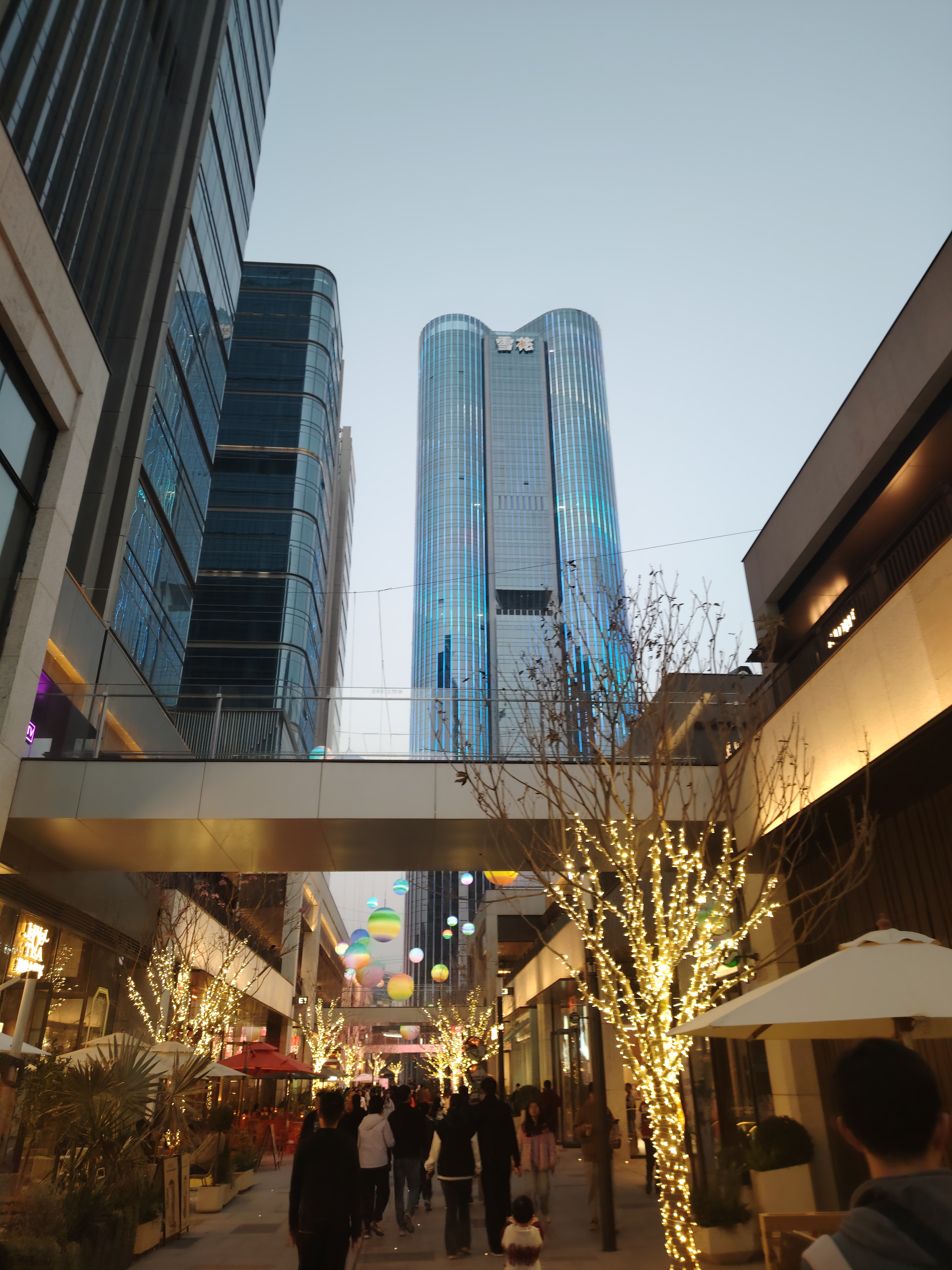
华润雪花啤酒总部的深圳雪花啤酒总部大厦，前身是金威啤酒深圳二厂

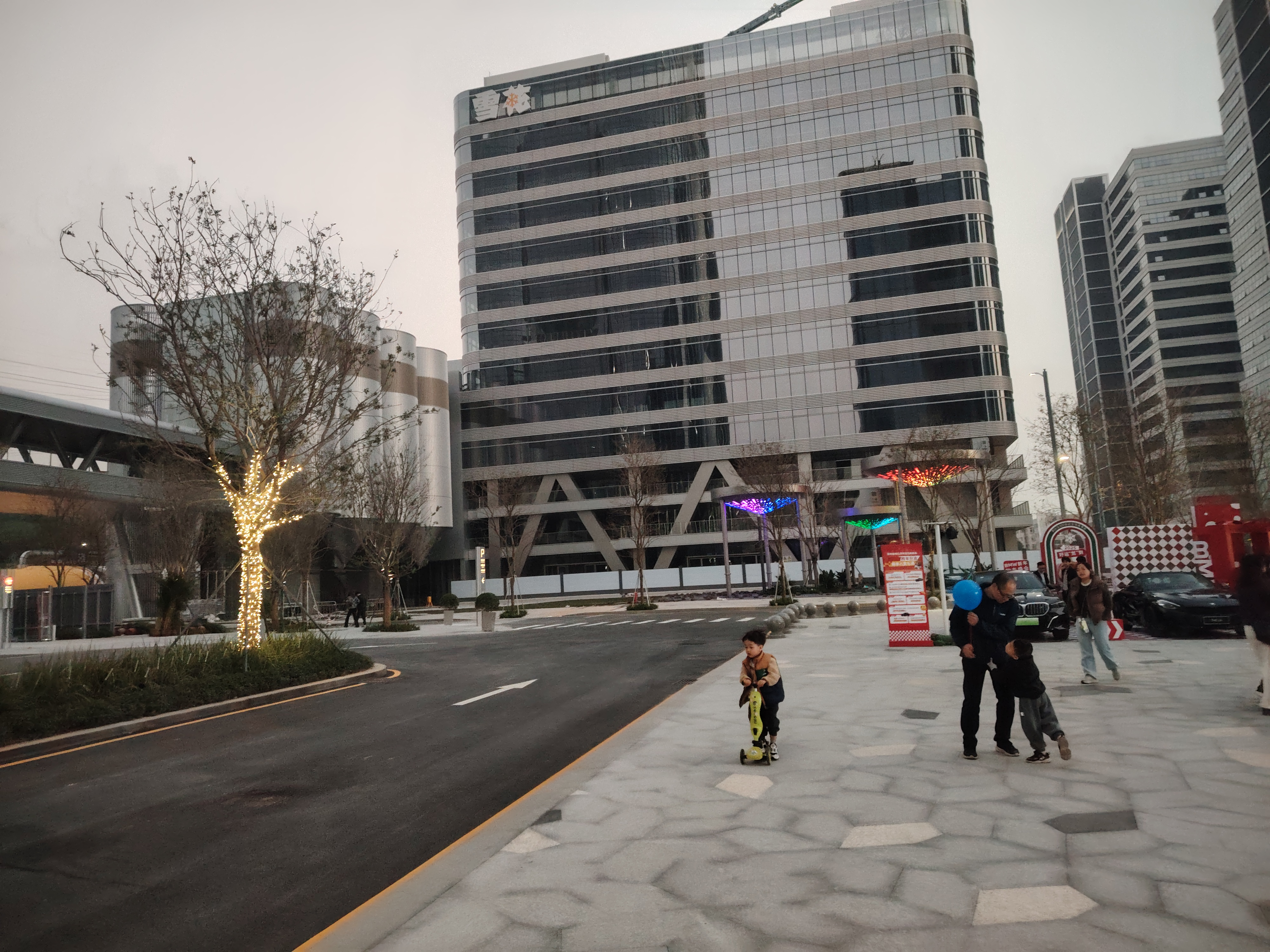
的雪花啤酒深圳精酿工厂

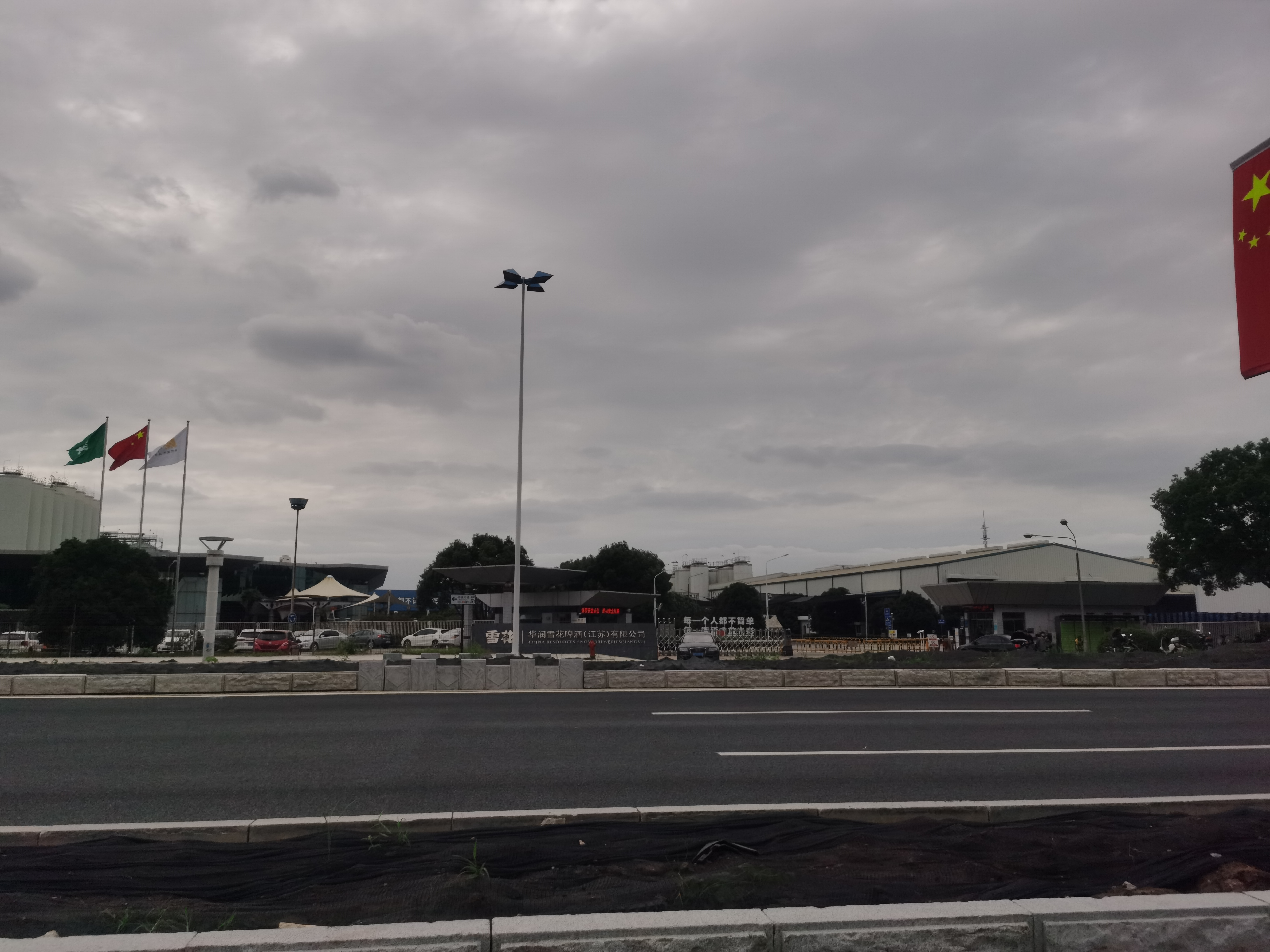
华润雪花设在江苏省苏州工业园区的啤酒厂

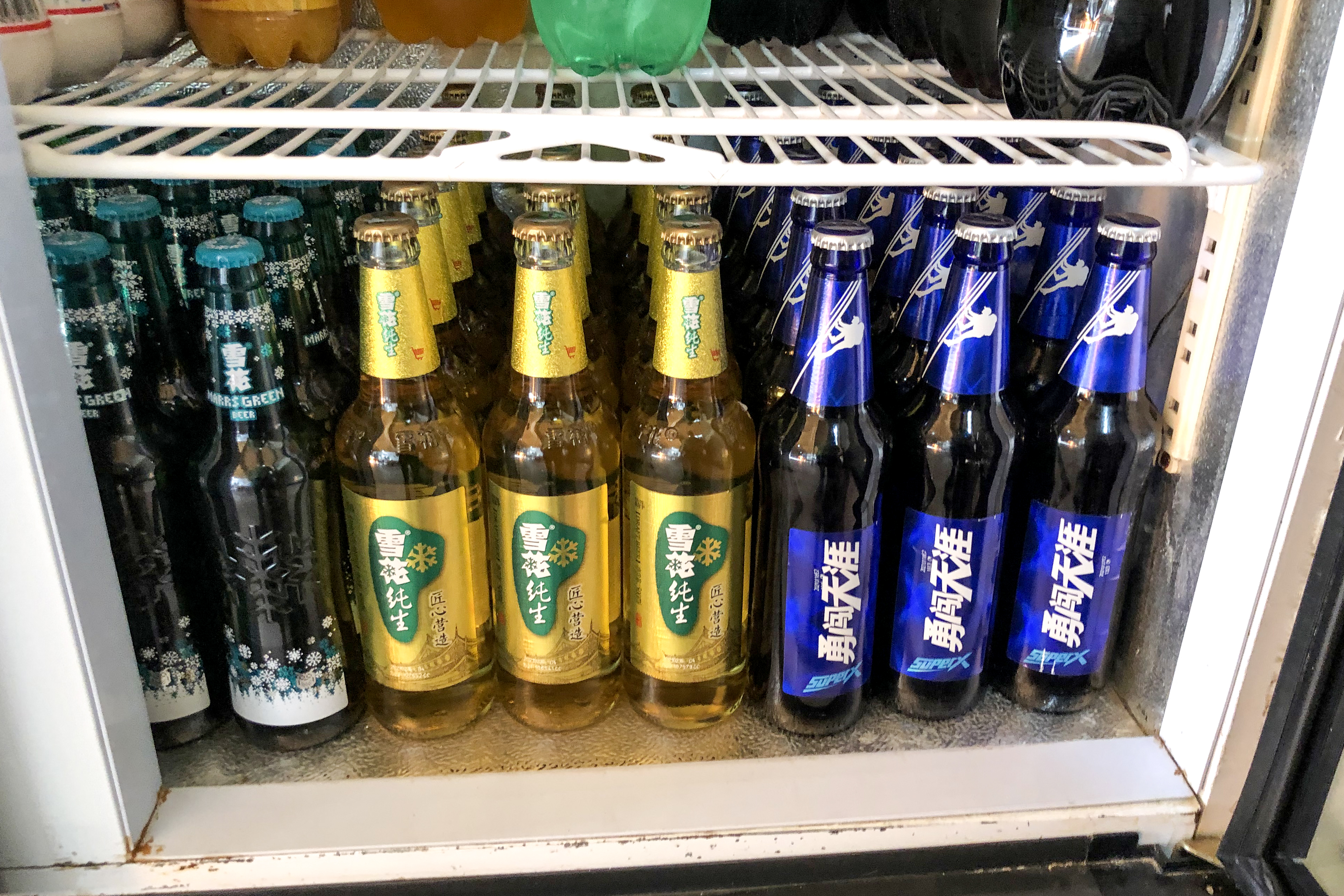
中国多地常见的瓶装雪花啤酒（雪花纯生、勇闯天涯）

華潤雪花啤酒（中國）有限公司，簡稱雪花啤酒，屬於華潤集團旗下華潤啤酒的全資子公司，原为沈阳雪花啤酒厂。沈阳啤酒厂始于1936年，并于1994年重组成立华润沈阳雪花啤酒厂，其主要生產及銷售品牌「雪花」啤酒等產品最多。其中北京、天津、河北、辽宁、河南、内蒙古、上海、江苏、浙江、湖北、安徽、四川、重庆、陕西、贵州、广东、湖南、海南、广西、福建等銷售最多。

## 历史

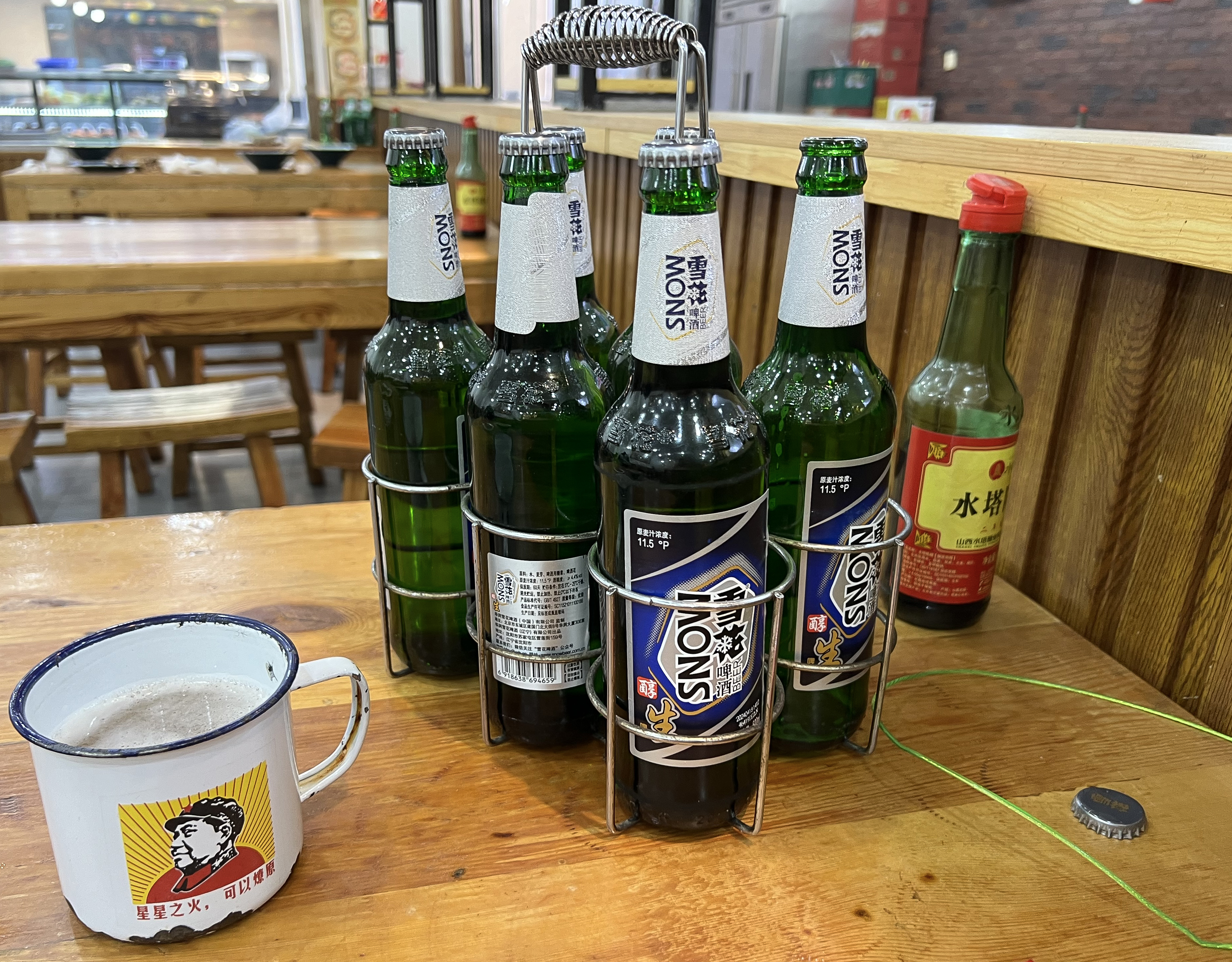
沈阳当地生产销售的“老雪花”，截至2024年仍有标识为“醇生”的版本在产

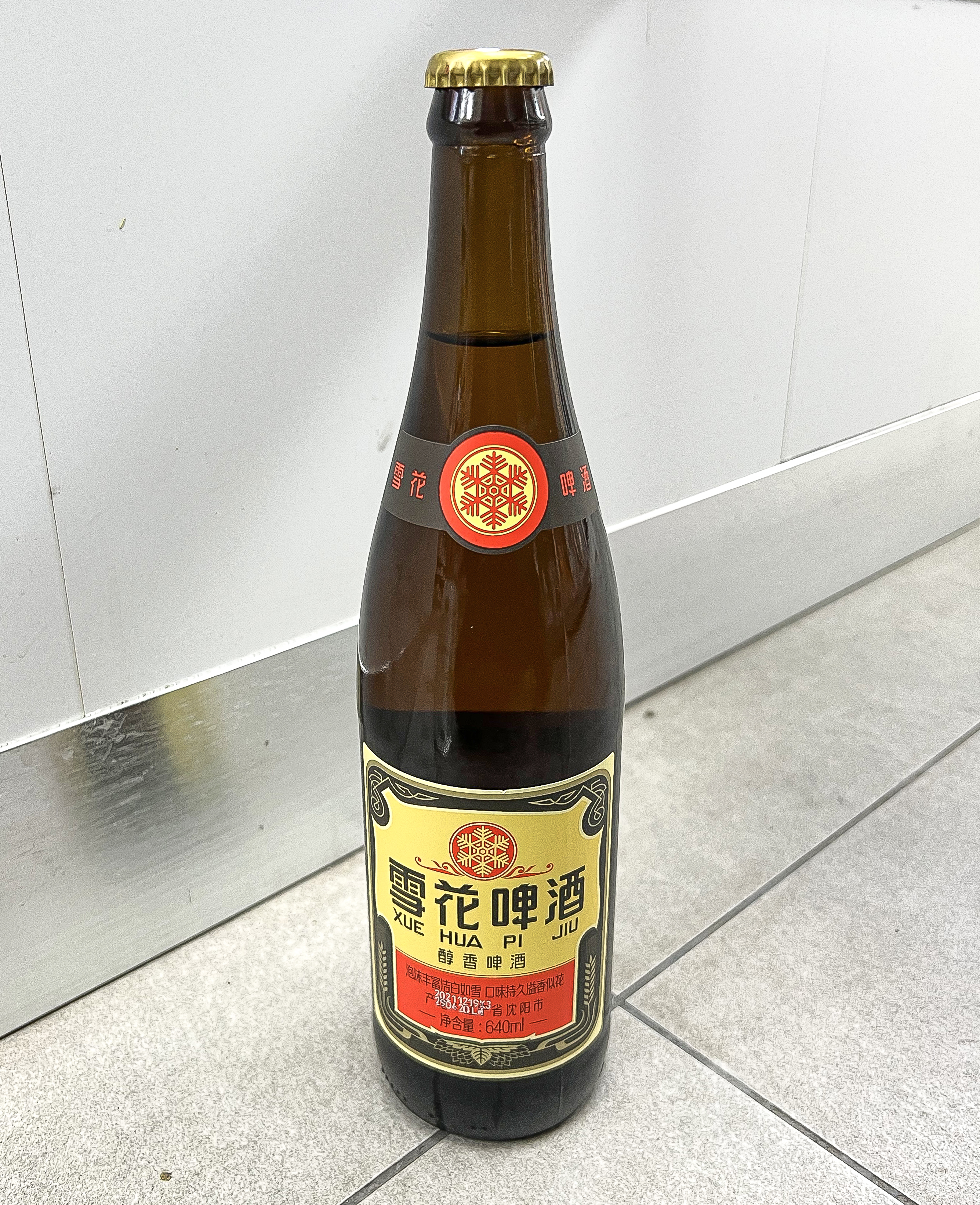
被沈阳人称为“老雪花”的雪花啤酒（棕色瓶装），主要在沈阳地区销售（目前在沈阳存在三种不同包装）

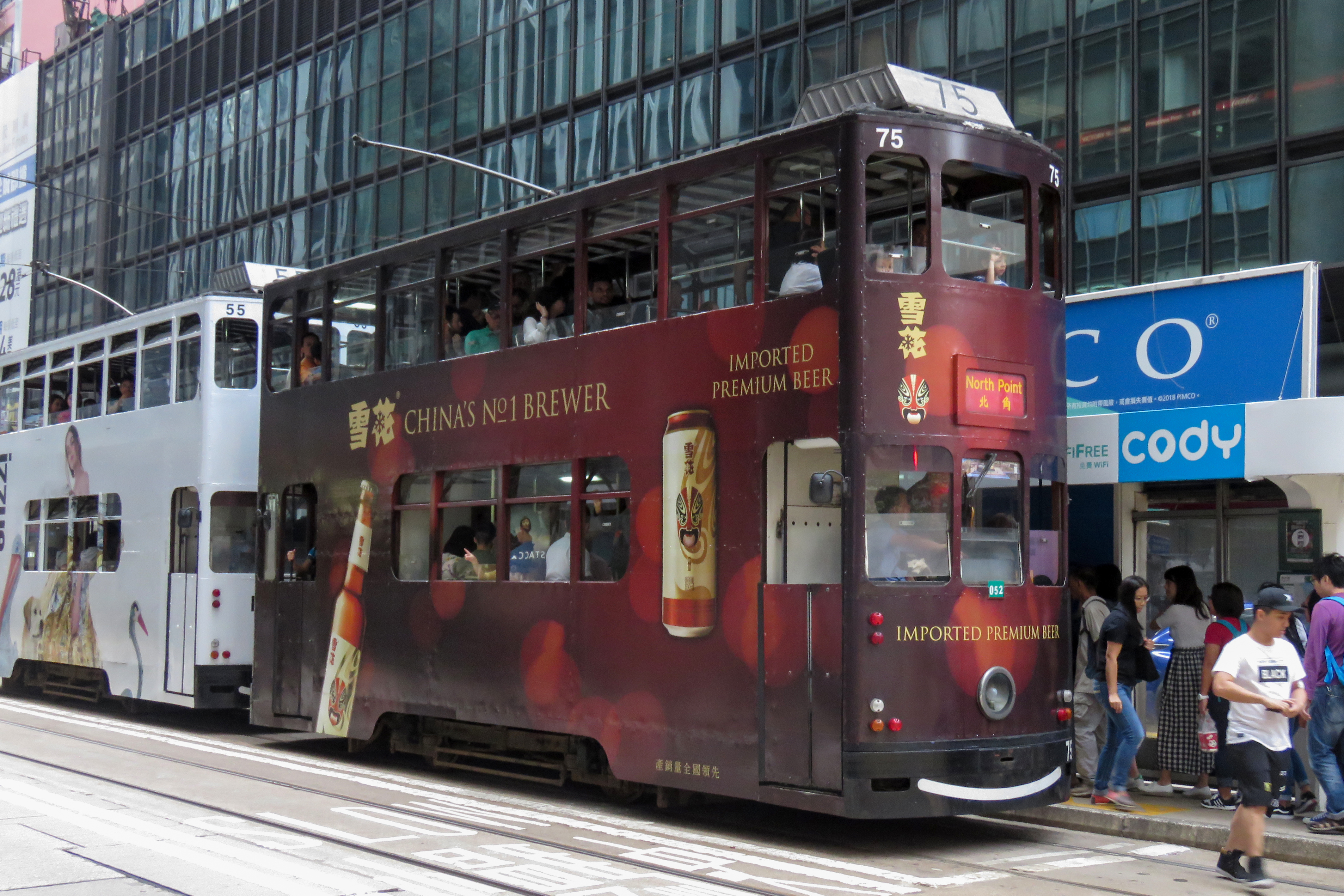
雪花啤酒电车广告

1934年大日本麦酒株式会社和麒麟麦酒株式会社合资在奉天市铁西区建立满洲麦酒株式会社。:911948年以后满洲麦酒的工厂改为沈阳啤酒厂。1957年，沈阳啤酒厂推出了“雪花啤酒”，1964年推出了11度的雪花啤酒，即后来所称的“老雪花”。:51
1993年，沈阳啤酒厂与華潤集團签署合资合作协议，组建沈阳华润雪花啤酒有限公司，当时的厂址位于铁西区建设东路42号。2006年，因铁西区整体改造，雪花啤酒沈阳厂区启动迁至苏家屯区的计划，位于雪莲街159号的新厂区于2008年9月19日建成。
2012年華潤雪花啤酒的營業額及應佔溢利分別為港幣280.64億元及港幣8.23億元，分別按年增加5.2%及4.8%。
2013年2月5日旗下的華潤雪花啤酒以53.84億元人民幣（約66.4億港元）收購金威啤酒的釀酒業務資產，包括金威的股份、股東貸款和待售的債項，華創現時持有金威已發行股本的51%。
2016年3月2日華潤啤酒與安海斯-布希英博集團達成協議，以16億美元（相當約124.4億港元），收購SABMiller Asia持有的49%華潤雪花啤酒股權，收購完成後，華潤雪花啤酒將成為華潤啤酒的全資子公司。
2016年11月7日晚间，在港上市的华润啤酒发出公告，宣布了1994年就加入华润创业的王群因退休而辞任华润啤酒执行董事及副主席职务。
2020年11月18日，华润雪花啤酒CEO侯孝海在全国渠道伙伴大会上宣布了“华润雪花啤酒新时代战略”。这一战略的核心是“决胜高端”，分为三个阶段，共计九年，内部称之为“3+3+3战略”。布局阶段已完成，2021年是进入第二阶段“决战”的第一年。

## 外部連結
- 華潤雪花啤酒(中國)有限公司